# Single numer jeden w roku 1965 (USA)
Notowanie Billboard Hot 100 przedstawia najlepiej sprzedające się single w Stanach Zjednoczonych. Publikowane jest ono przez magazyn „Billboard”, a dane kompletowane są przez Nielsen SoundScan w oparciu o cotygodniowe wyniki sprzedaży cyfrowej oraz fizycznej singli, a także częstotliwość emitowania piosenek na antenach stacji radiowych.
| Data publikacji | Piosenka                                      | Artysta                     |
| --------------- | --------------------------------------------- | --------------------------- |
| 2 stycznia      | „I Feel Fine”                                 | The Beatles                 |
| 9 stycznia      | „I Feel Fine”                                 | The Beatles                 |
| 16 stycznia     | „Come See About Me”                           | The Supremes                |
| 23 stycznia     | „Downtown”                                    | Petula Clark                |
| 30 stycznia     | „Downtown”                                    | Petula Clark                |
| 6 lutego        | „You've Lost That Lovin' Feelin'”             | The Righteous Brothers      |
| 13 lutego       | „You’ve Lost That Lovin’ Feelin'”             | The Righteous Brothers      |
| 20 lutego       | „This Diamond Ring”                           | Gary Lewis and the Playboys |
| 27 lutego       | „This Diamond Ring”                           | Gary Lewis and the Playboys |
| 6 marca         | „My Girl”                                     | The Temptations             |
| 13 marca        | „Eight Days a Week”                           | The Beatles                 |
| 20 marca        | „Eight Days a Week”                           | The Beatles                 |
| 27 marca        | „Stop! In the Name of Love”                   | The Supremes                |
| 3 kwietnia      | „Stop! In the Name of Love”                   | The Supremes                |
| 10 kwietnia     | „I'm Telling You Now”                         | Freddie and the Dreamers    |
| 17 kwietnia     | „I’m Telling You Now”                         | Freddie and the Dreamers    |
| 24 kwietnia     | „Game of Love”                                | The Mindbenders             |
| 1 maja          | „Mrs. Brown, You've Got a Lovely Daughter”    | Herman’s Hermits            |
| 8 maja          | „Mrs. Brown, You’ve Got a Lovely Daughter”    | Herman’s Hermits            |
| 15 maja         | „Mrs. Brown, You’ve Got a Lovely Daughter”    | Herman’s Hermits            |
| 22 maja         | „Ticket to Ride”                              | The Beatles                 |
| 29 maja         | „Help Me, Rhonda”                             | The Beach Boys              |
| 5 czerwca       | „Help Me, Rhonda”                             | The Beach Boys              |
| 12 czerwca      | „Back in My Arms Again”                       | The Supremes                |
| 19 czerwca      | „I Can't Help Myself (Sugar Pie Honey Bunch)” | The Four Tops               |
| 26 czerwca      | „Mr. Tambourine Man”                          | The Byrds                   |
| 3 lipca         | „I Can’t Help Myself (Sugar Pie Honey Bunch)” | The Four Tops               |
| 10 lipca        | „(I Can’t Get No) Satisfaction”               | The Rolling Stones          |
| 17 lipca        | „(I Can’t Get No) Satisfaction”               | The Rolling Stones          |
| 24 lipca        | „(I Can’t Get No) Satisfaction”               | The Rolling Stones          |
| 31 lipca        | „(I Can’t Get No) Satisfaction”               | The Rolling Stones          |
| 7 sierpnia      | „I'm Henery the Eighth, I Am”                 | Herman’s Hermits            |
| 14 sierpnia     | „I Got You Babe”                              | Sonny and Cher              |
| 21 sierpnia     | „I Got You Babe”                              | Sonny and Cher              |
| 28 sierpnia     | „I Got You Babe”                              | Sonny and Cher              |
| 4 września      | „Help!”                                       | The Beatles                 |
| 11 września     | „Help!”                                       | The Beatles                 |
| 18 września     | „Help!”                                       | The Beatles                 |
| 25 września     | „Eve of Destruction”                          | Barry McGuire               |
| 2 października  | „Hang On Sloopy”                              | The McCoys                  |
| 9 października  | „Yesterday”                                   | The Beatles                 |
| 16 października | „Yesterday”                                   | The Beatles                 |
| 23 października | „Yesterday”                                   | The Beatles                 |
| 30 października | „Yesterday”                                   | The Beatles                 |
| 6 listopada     | „Get Off of My Cloud”                         | The Rolling Stones          |
| 13 listopada    | „Get Off of My Cloud”                         | The Rolling Stones          |
| 20 listopada    | „I Hear a Symphony”                           | The Supremes                |
| 27 listopada    | „I Hear a Symphony”                           | The Supremes                |
| 4 grudnia       | „Turn! Turn! Turn!”                           | The Byrds                   |
| 11 grudnia      | „Turn! Turn! Turn!”                           | The Byrds                   |
| 18 grudnia      | „Turn! Turn! Turn!”                           | The Byrds                   |
| 25 grudnia      | „Over and Over”                               | The Dave Clark Five         |